# Tomás Misser
Tomás Misser Vilaseca (Llinás del Vallés, 30 de septiembre de 1974) es un deportista español que compitió en ciclismo de montaña en la disciplina de descenso. Ganó una medalla de oro en el Campeonato Europeo de Ciclismo de Montaña de 1996.

## Medallero internacional
| Campeonato Europeo | Campeonato Europeo          | Campeonato Europeo | Campeonato Europeo |
| Año                | Lugar                       | Medalla            | Competición        |
| ------------------ | --------------------------- | ------------------ | ------------------ |
| 1996               | Bassano del Grappa (Italia) | Medalla de oro     | Descenso           |